# Stefan Wieland
Stefan Wieland (* 1961 in Bad Godesberg) ist ein deutscher Schauspieler.

## Leben
Stefan Wieland spielte von 1982 bis 1990 an der Freien Volksbühne Berlin, ab 1991 bis 1992 am Schillertheater Berlin. Seit 1992 ist er am Wiener Burgtheater zu sehen.
Er spielte oder spielt beispielsweise unter der Regie von Hans Neuenfels im Käthchen von Heilbronn und Das goldene Vlies, unter René Pollesch in Das purpurne Muttermal, unter Konstanze Lauterbach in  Mutter Courage, unter der Regie von Paulus Manker in der  Dreigroschenoper, unter Matthias Hartmann in Die Räuber und in Kasimir und Karoline, unter Martin Kušej in Weh dem, der lügt!, unter der Regie von Andreas Kriegenburg  in Dantons Tod und unter Dimiter  Gotscheff in Der Leutnant von Inishmore und unter Frank-Patrick Steckel in Titus Andronicus. Ferner war er auch in Film- und Fernsehfilmen zu sehen, beispielsweise unter Hans Neuenfels und Kurt Palm.